# Redmi
Redmi là một thương hiệu con sản xuất điện thoại di động thông minh, thuộc sở hữu của công ty điện tử Trung Quốc Xiaomi.  Redmi được giới thiệu là một dòng điện thoại thông minh phân khúc giá rẻ được Xiaomi sản xuất và công bố lần đầu tiên vào tháng 7 năm 2013.  Redmi trở thành một thương hiệu chính thức, tách khỏi Xiaomi vào ngày 10 tháng 1 năm 2019.  Điện thoại Redmi cùng sử dụng giao diện người dùng Xiaomi MIUI dựa trên Android (nay là Xiaomi HyperOS). Redmi ban đầu có hai dòng sản phẩm chính là "Redmi thường" với màn hình lên tới 5" (hiện nay đã lên tới 6.79 inch) và dòng "Redmi Note" có màn hình vượt quá 5" (hiện nay đã lên tới 6.67 inch).
Hiện nay Redmi còn lấn sân sang phân khúc tầm trung với dòng K (kế thừa dòng mẫu điện thoại Xiaomi Pocophone F1 2018). Ngoài ra, Redmi còn có 1 điện thoại ngoài các dòng trên là Redmi Pro, được giới thiệu lần đầu tiên vào năm 2016 với hệ thống Camera kép, USB-C và màn hình OLED. Dòng Redmi A là dòng giá rẻ nhất, được bán trên thị trường ở một số nước châu Á và châu Âu. Sự khác biệt đáng kể nhất của Redmi so với các điện thoại thông minh Xiaomi khác là nó sử dụng các linh kiện ít tốn kém hơn, thiết kế sẵn có và do đó tiết kiệm chi phí hơn. Vào tháng 8 năm 2014, Tạp chí Phố Wall đã báo cáo rằng trong quý thứ hai 2014, Xiaomi chiếm tới 14% thị phần smartphone tại Trung Quốc với đóng góp lớn từ doanh số các máy Redmi.

## Lịch sử

Logo được sử dụng vào năm 2019 cho đến tháng 11 năm 2024 (đối với Trung Quốc) và tháng 3 năm 2025 (đối với toàn cầu)

### 2013
Điện thoại mang thương hiệu Redmi by Xiaomi lần đầu tiên được công bố trên trang chủ của Xiaomi, với doanh số bán hàng bắt đầu vào ngày 12 tháng 7 năm 2013.

### 2014
Vào ngày 13 tháng 3 năm 2014, mẫu điện thoại Redmi mới nhất đã được thông báo bán hết chỉ riêng ở Singapore, trong vòng tám phút  sau khi được chuyển đến người tiêu dùng trên trang web của Xiaomi. Những chỉ trích liên quan đến việc phát hành điện thoại Redmi đã nói rằng Xiaomi có thể đang phóng đại doanh số của mình bằng cách phát hành chúng theo lô nhỏ, khiến chúng nhanh chóng bị bán hết.
Vào ngày 4 tháng 8 năm 2014, Tạp chí Phố Wall đã báo cáo rằng tại thị trường điện thoại thông minh ở Trung Quốc, Xiaomi đã vượt qua thị phần của Samsung trong quý hai năm 2014 với 14% thị phần, trong khi Samsung chỉ chiếm 12% thị phần. Ngoài ra, Yulong (Coolpad) và Lenovo đều có 12% thị phần.  Doanh số Redmi được cho là góp phần quan trọng vào sự tăng trưởng thị phần của Xiaomi trên thị trường điện thoại thông minh.  Trong quý đầu tiên của năm 2014, Xiaomi đã chiếm 10,7% thị phần.

### 2015

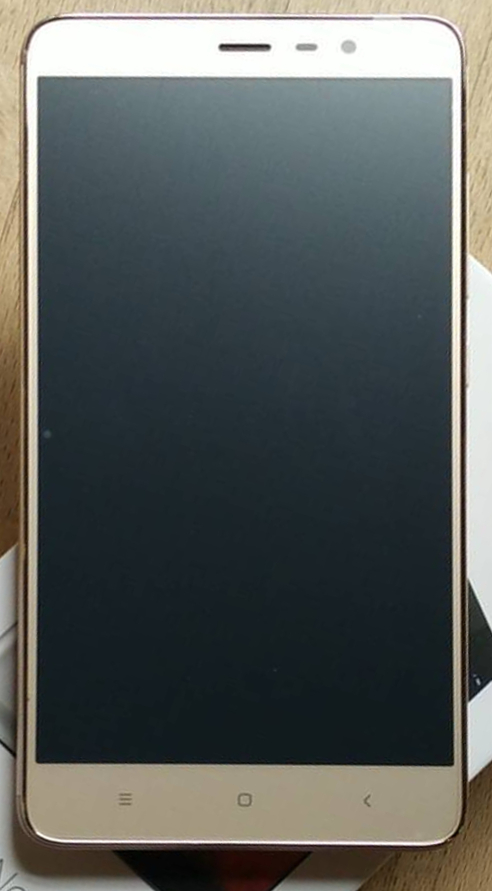
Redmi Note 3

Redmi Note 3 ra mắt vào ngày 24 tháng 11 năm 2015, sử dụng CPU Mediatek Helio X10 Octa-core 2.0 GHz Cortex-A53 SOC với GPU PowerVR G6200. Biến thể chạy CPU Qualcomm Snapdragon được phát hành vào cuối năm đó, sử dụng Snapdragon 650 và có hỗ trợ thẻ nhớ mở rộng microSD.

### 2016
Vào tháng 7 năm 2016, các nghệ sĩ Trung Quốc như Lưu Thi Thi, Ngô Tú Ba (Wu Xiubo) và Lưu Hạo Nhiên đã trở thành đại sứ đầu tiên của loạt sản phẩm Redmi của Xiaomi tại Trung Quốc. Redmi Pro cũng đã được phát hành trong thời gian này.
Vào ngày 25 tháng 8 năm 2016, Xiaomi đã công bố phiên bản kế nhiệm - Redmi Note 4, được cung cấp bởi bộ vi xử lý decio-core Helio X20 của MediaTek với tốc độ 2.1 GHz. Thiết bị có RAM 2 GB và bộ nhớ trong 16 GB. Máy có màn hình Full-HD 5,5 inch và camera sau 13 MP và camera trước 5 MP. Nó chạy trên Android 5.1 Lollipop với viên pin 4.100 mAh.
Vào tháng 11 năm 2016, Xiaomi đã phát hành phiên bản rút gon Redmi 4 với thân máy bằng polycarbonate thay vì kim loại, hỗ trợ hai SIM và chạy trên MIUI 8 dựa trên Android 6.0.1 Marshmallow. Redmi 4 có màn hình 5 inch 720x1280 pixel, được cung cấp sức mạnh bởi bộ xử lý lõi tứ 1,4 GHz và có 2GB RAM.

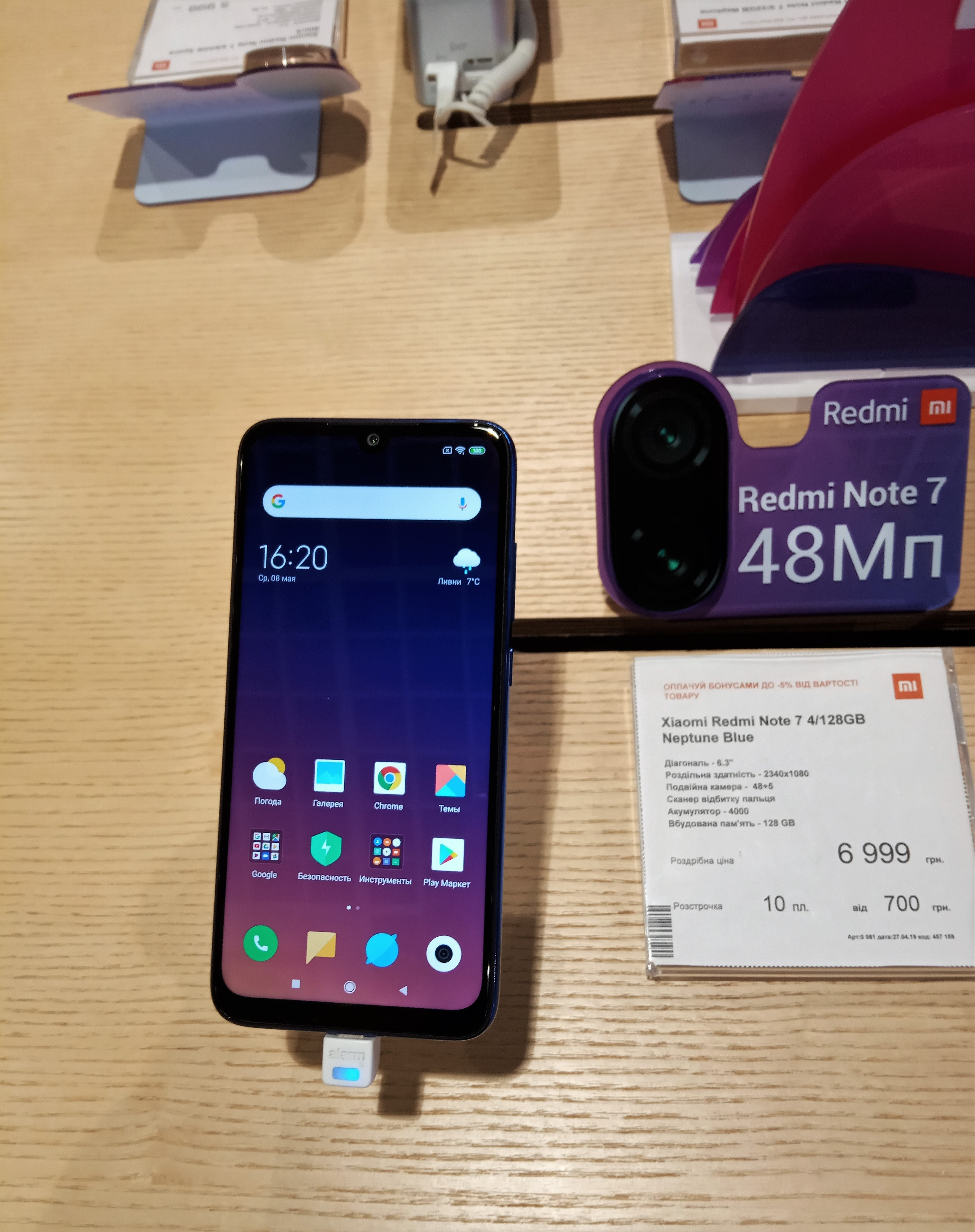
Xiaomi Redmi Note 7 với thiết kế camera "giọt nước"

### 2017
Vào tháng 1 năm 2017, Xiaomi Redmi Note 4x dựa trên Chipset Qualcomm Snapdragon 625 đã trở thành sản phẩm ra mắt lớn đầu tiên của công ty năm 2017.  Đây là phiên bản nâng cấp của Redmi Note 4 được phát hành trước đó dựa trên chipset MediaTek Helio X20. Thiết bị này còn được gọi là Redmi Note 4 ở những khu vực mà Redmi Note 4 ban đầu không được phát hành. Phiên bản này đã nhận được sự quan tâm lớn từ người dùng quốc tế, trong đó có Việt Nam. Cụm từ "smartphone quốc dân" để chỉ điện thoại Xiaomi tại Việt Nam ra đời từ đó.
Vào tháng 12 năm 2017, Xiaomi công bố Redmi 5 và 5 Plus. Chúng là những điện thoại đầu tiên trong dòng Redmi với tỷ lệ màn hình 18:9 hiện đại và viền màn hình được gọt mỏng đi. Bản phát hành tại EU được đặt vào tháng 1 năm 2018 và giá € 170 cho Redmi 5 và € 215 cho Redmi 5 Plus.

### 2018
Vào tháng 2 năm 2018, Xiaomi công bố sản phẩm Redmi Note 5 và 5 Pro. Chúng là những điện thoại đầu tiên của Xiaomi có tính năng mở khóa bằng khuôn mặt Face Unlock.
Vào tháng 5 năm 2018, Xiaomi công bố Redmi S2.

Mặt trước Redmi K30/K30 5G với camera selfie kép đục lỗ trong màn hình

Vào tháng 6 năm 2018, Xiaomi công bố Redmi 6, 6A và 6 Pro. Redmi 6 Pro là điện thoại đầu tiên trong dòng Redmi có ngôn ngữ thiết kế khoét màn hình chứa camera trước (notch) tương tự iPhone X và tỷ lệ màn hình 19: 9.
Vào tháng 9 năm 2018, Xiaomi đã trình làng Redmi Note 6 Pro (Xiaomi Mi A2 Lite). Đây là điện thoại đầu tiên trong dòng Redmi có bốn camera (hai camera ở mặt trước và hai camera ở mặt sau) và được chế tạo bằng nhôm 6000 series.

### 2019
Vào ngày 10 tháng 1 năm 2019, Xiaomi đã công bố Redmi Note 7 và Redmi Note 7 Pro. Redmi Note 7 và Redmi Note 7 Pro là bộ đôi điện thoại đầu tiên trong dòng Redmi có camera phía sau 48 megapixel.  Tuy nhiên, Redmi Note 7 có cảm biến Samsung GM1 và Redmi Note 7 Pro có cảm biến Sony IMX586 48MP. Redmi Note 7 được cung cấp bởi Bộ xử lý Qualcomm Snapdragon 660 Octa-Core có tốc độ 2.2 GHz, trong khi Redmi Note 7 Pro có bộ xử lý Qualcomm Snapdragon 675 Octa-Core xử lý 10 nm tốc độ xung nhịp 2.0 GHz.
Trong năm này, Redmi trở thành một thương hiệu độc lập tách khỏi Xiaomi.
Tháng 6 năm 2019, Redmi lấn sân sang phân khúc trung cấp với bộ đôi Redmi K20/K20 Pro tại Trung Quốc với thiết kế 2 mặt kính và camera pop-up thò thụt cho màn hình tràn viền không khoét., màn hình Super AMOLED. Bộ đôi sau đó ra mắt phiên bản quốc tế mang tên Mi 9T/Mi 9T Pro được đánh giá là những smartphone đáng mua nhất phân khúc trung cấp với CPU Snapdragon 730 (K20) và 855 (K20 Pro).
Tháng 9 năm 2019, Redmi tung ra thị trường bộ đôi Redmi Note 8/ Note 8 Pro với thiết kế mặt lưng kính với 4 camera sau, camera chính 48MP. Bộ đôi sở hữu thiết kế đẹp hài hòa hơn thế hệ Redmi Note 7/7 Pro.
Tháng 12 năm 2019, tiếp nối thành công của K20/K20 Pro, Redmi tung ra Redmi K30 cũng với thiết kế hai mặt kính cường lực, với 4 camera sau, camera chính 48MP, CPU Snapdragon 730G. Điểm đặc biệt là màn hình bị cắt giảm thành IPS LCD nhưng với tần số quét 120 Hz và thiết kế camera đục lỗ trong màn hình (giống với Samsung Galaxy S10+). K30 là mẫu smartphone rẻ nhất hiện nay có tần số quét màn hình cao cho trải nghiệm mượt mà hơn nhiều so với màn hình 60 Hz trên đa số các smartphone trên thị trường. Phiên bản K30 5G là mẫu máy Redmi đầu tiên hỗ trợ kết nối 5G.

### Dòng Poco
Dòng K của Redmi được cho rằng là dòng máy thay thế Xiaomi Pocophone F1 ra mắt năm 2018.
Tháng 12 năm 2019, mẫu Redmi K30 kế nhiệm K20 được ra mắt, tại thị trường Ấn Độ, mẫu này có tên thương mại là Poco X2 Ấn Độ.

## Danh sách thiết bị Redmi
Redmi hiện nay vẫn dùng chung các bản thiết kế với Xiaomi, đồng thời nhiều máy Redmi chỉ bán tại thị trường Trung Quốc, khi bán ra thị trường quốc tế được đổi tên với thương hiệu Xiaomi. Do đó. danh sách sau được thực hiện theo tên gọi tại thị trường Trung Quốc nếu thiết bị có nhiều tên.

### Dòng Redmi thường
| Thiết bị                              | Số hiệu thiết bị | Ngày phát hành | Loại màn hình | Kích thước màn hình | Độ phân giải     | Hỗ trợ 4G LTE | Hệ thống trên vi mạch                                                                                      | GPU (tích hợp với Hệ thống trên vi mạch)           | RAM                 | Bộ nhớ trong             | Camera chính                                                              | Camera trước                 | Pin     | Hệ điều hành             | Hệ điều hành                                         |
| Thiết bị                              | Số hiệu thiết bị | Ngày phát hành | Loại màn hình | Kích thước màn hình | Độ phân giải     | Hỗ trợ 4G LTE | Hệ thống trên vi mạch                                                                                      | GPU (tích hợp với Hệ thống trên vi mạch)           | RAM                 | Bộ nhớ trong             | Camera chính                                                              | Camera trước                 | Pin     | Ban đầu                  | Hiện tại                                             |
| ------------------------------------- | ---------------- | -------------- | ------------- | ------------------- | ---------------- | ------------- | --- | -------------------------------------------------- | ------------------- | ------------------------ | ------------------------------------------------------------------------- | ---------------------------- | ------- | ------------------------ | ---------------------------------------------------- |
| Redmi 1                               |                  | 2013           | IPS           | 4.7"                | HD 720p          | Không         | Mediatek MT6589T 4x 1.5 GHz ARM cortex-A7                                                                  | Imagination Technologies PowerVR SGX544 MP @357Mhz | 1 GB LPDDR2         | 4 GB eMMC 2.0            | 8 MP Samsung S5K3H2/ OmniVision OV8825                                    | 1.3 MP Aptina MT9M114        |         | MIUI V5 Android 4.2.2    | MIUI 9 Android 4.4.2                                 |
| Redmi 1S                              |                  | 2014.5         | IPS           | 4.7"                | HD 720p          | Không         | Qualcomm Snapdragon 400 4x 1.6 GHz ARM cortex-A7                                                           | Qualcomm Adreno 305 @400Mhz                        | 1 GB LPDDR3         | 8 GB eMMC 4.2            | 8 MP Samsung S5K3H2/ OmniVision OV8825                                    | 1.6 MP OmniVision OV9760     | 2000mAh | MIUI V5 Android 4.3      | MIUI 9 Android 4.4.4                                 |
| Redmi 1S 4G                           |                  | 2014.5         | IPS           | 4.7"                | HD 720p          | Có            | MediaTek MT6582 4x 1.3 GHz ARM cortex-A7                                                                   | ARM Mali-400 MP2 @400Mhz                           | 1 GB LPDDR3         | 8 GB eMMC 4.2            | 8 MP Samsung S5K3H2/ OmniVision OV8825                                    | 1.6 MP OmniVision OV9760     | 2000mAh | MIUI V5 Android 4.2.2    | MIUI 9 Android 4.4.2                                 |
| Redmi 2                               |                  | 2015.1         | IPS           | 4.7"                | HD 720p          | Có            | Qualcomm Snapdragon 410 4x 1.2 GHz ARM cortex-A53                                                          | Qualcomm Adreno 306 @400Mhz                        | 1 GB / 2 GB LPDDR3  | 8 / 16 GB eMMC 5.0       | 8 MP Samsung ISOCELL S5K4H8/ OmniVision OV8865                            | 2 MP OmniVision OV2680       | 2200mAh | MIUI 6 Android 4.4.4     | MIUI 9 Android 5.1.1                                 |
| Redmi 2A                              |                  | 2015.4         | IPS           | 4.7"                | HD 720p          | Có            | Leadcore LC1860C 4x 1.5 GHz ARM cortex-A7                                                                  | ARM Mali-T628 MP2 @450Mhz                          | 1 GB LPDDR3         | 8 GB eMMC 5.0            | 8 MP Samsung ISOCELL S5K4H8/ OmniVision OV8865                            | 2 MP OmniVision OV2680       |         | MIUI 6 Android 4.4.4     | MIUI 9 Android 5.1.1                                 |
| Redmi 3                               |                  | 2015.12        | IPS           | 5"                  | HD 720p          | Có            | Qualcomm Snapdragon 616 4x 1.5 GHz ARM cortex-A53 & 4x 1.2 GHz ARM cortex-A53                              | Qualcomm Adreno 405 @450Mhz                        | 2 / 3 GB LPDDR3     | 16 / 32 GB eMMC 5.1      | 13 MP Samsung ISOCELL S5K3L8/ OmniVision OV13853                          | 5 MP OmniVision OV5670       | 4100mAh | MIUI 7 Android 5.1.1     | MIUI 9 Android 5.1.1                                 |
| Redmi 3S                              |                  | 2016.4         | IPS           | 5"                  | HD 720p          | Có            | Qualcomm Snapdragon 430 8x 1.4 GHz ARM cortex-A53                                                          | Qualcomm Adreno 505 @450Mhz                        | 2 / 3 GB LPDDR3     | 16 / 32 GB eMMC 5.1      | 13 MP Samsung ISOCELL S5K3L8/ OmniVision OV13853                          | 5 MP OmniVision OV5670       | 4100mAh | MIUI 7 Android 6.0.1     | MIUI 10 Android 6.0.1                                |
| Redmi 3X                              |                  | 2016.4         | IPS           | 5"                  | HD 720p          | Có            | Qualcomm Snapdragon 430 8x 1.4 GHz ARM cortex-A53                                                          | Qualcomm Adreno 505 @450Mhz                        | 2 / 3 GB LPDDR3     | 16 / 32 GB eMMC 5.1      | 13 MP Samsung ISOCELL S5K3L8/ OmniVision OV13853                          | 5 MP OmniVision OV5670       | 4100mAh | MIUI 7 Android 6.0.1     | MIUI 10 Android 6.0.1                                |
| Redmi Pro                             |                  | 2016.7         | OLED          | 5.5"                | FHD 1080p        | Có            | Mediatek Helio X20 / X25 4x 2.1 GHz ARM cortex-A53 & 4x 2.3 GHz ARM cortex-A53 & 2x 2.5 GHz ARM cortex-A72 | ARM Mali-T880 MP4 @700Mhz                          | 3 / 4 GB LPDDR3     | 32 / 64 / 128 GB eMMC    | 13 MP Sony Exmor RS IMX258 & 5MP Samsung S5K5E8                           | 5 MP Samsung S5K5E8          |         | MIUI 8 Android 6.0       | MIUI 10 Android 6.0                                  |
| Redmi 4                               |                  | 2016.11        | IPS           | 5"                  | HD 720p          | Có            | Qualcomm Snapdragon 430 8x 1.4 GHz ARM Cortex-A53                                                          | Qualcomm Adreno 505 @450Mhz                        | 2 GB LPDDR3         | 16 / 32 GB eMMC 5.1      | 13 MP Samsung ISOCELL S5K3L8/ OmniVision OV13853                          | 5 MP OmniVision OV5670       | 4100mAh | MIUI 8 Android 6.0.1     | MIUI 10 Android 6.0.1                                |
| Redmi 4A                              |                  | 2016.11        | IPS           | 5"                  | HD 720p          | Có            | Qualcomm Snapdragon 425 4x 1.4 GHz ARM Cortex-A53                                                          | Qualcomm Adreno 308 @400Mhz                        | 2 / 3 GB LPDDR3     | 16 / 32 GB eMMC 5.1      | 13 MP OmniVision OV13850/Samsung S5K3L2                                   | 5 MP OmniVision OV5675       | 3120mAh | MIUI 8 Android 6.0.1     | MIUI 10 Android 6.0.1 (China) Android 7.1.2 (Global) |
| Redmi 4 Prime                         |                  | 2016.11        | IPS           | 5"                  | FHD 1080p        | Có            | Qualcomm Snapdragon 625 8x 2.0 GHz ARM Cortex-A53                                                          | Qualcomm Adreno 506 @650Mhz                        | 3 GB LPDDR3         | 32 GB eMMC 5.1           | 13 MP Samsung ISOCELL S5K3L8/ OmniVision OV13853                          | 5 MP OmniVision OV5670       | 4100mAh | MIUI 8 Android 6.0.1     | MIUI 10 Android 6.0.1                                |
| Redmi 4X                              |                  | 2017.3         | IPS           | 5"                  | HD 720p          | Có            | Qualcomm Snapdragon 435 8x 1.4 GHz ARM Cortex-A53                                                          | Qualcomm Adreno 505 @500Mhz                        | 2 / 3 / 4 GB LPDDR3 | 16 / 32 / 64 GB eMMC 5.1 | 13 MP Samsung ISOCELL S5K3L8/ OmniVision OV13853                          | 5 MP OmniVision OV5670       | 4100mAh | MIUI 8 Android 6.0.1     | MIUI 10 Android 7.1.2                                |
| Redmi 5A                              |                  | 2017.10        | IPS           | 5"                  | HD 720p          | Có            | Qualcomm Snapdragon 425 4x 1.4 GHz ARM Cortex-A53                                                          | Qualcomm Adreno 308 @400Mhz                        | 2 / 3 GB LPDDR3     | 16 / 32 GB eMMC 5.1      | 13 MP Samsung ISOCELL S5K3L8/ OmniVision OV13853                          | 5 MP OmniVision OV5675       | 3000mAh | MIUI 9 Android 7.1.2     | MIUI 10 Android 8.1.0                                |
| Redmi 5                               |                  | 2017.12        | IPS           | 5.7"                | HD+ 1440 × 720   | Có            | Qualcomm Snapdragon 450 8x 1.8 GHz ARM Cortex-A53                                                          | Qualcomm Adreno 506 @600Mhz                        | 2 / 3 GB LPDDR3     | 16 / 32 GB eMMC 5.1      | 12 MP OmniVision OV12A10/Sony Exmor RS IMX486                             | 5 MP OmniVision OV5675       | 3300mAh | MIUI 9 Android 7.1.2     | MIUI 10 Android 8.1.0                                |
| Redmi 5 Plus India: Redmi Note 5      |                  | 2017.12        | IPS           | 5.99"               | FHD+ 2160 × 1080 | Có            | Qualcomm Snapdragon 625 8x 2.0 GHz ARM Cortex-A53                                                          | Qualcomm Adreno 506 @650Mhz                        | 3 / 4 GB LPDDR3     | 32 / 64 GB eMMC 5.1      | 12 MP OmniVision OV12A10/Sony Exmor RS IMX486                             | 5 MP OmniVision OV5675       | 4000mAh | MIUI 9 Android 7.1.2     | MIUI 10 Android 8.1.0                                |
| Redmi S2 India: Redmi Y2              |                  | 2018.5         | IPS           | 5.99"               | HD+ 1440 × 720   | Có            | Qualcomm Snapdragon 625 8x 2.0 GHz ARM Cortex-A53                                                          | Qualcomm Adreno 506 @650Mhz                        | 3 / 4 GB LPDDR3     | 32 / 64 GB eMMC 5.1      | 12 MP Sony Exmor RS IMX486 & 5 MP Samsung S5K5E8                          | 16 MP Samsung ISOCELL S5K3P8 | 3080mAh | MIUI 9 Android 8.1.0     | MIUI 10 Android 8.1.0                                |
| Redmi 6                               |                  | 2018.6         | IPS           | 5.45"               | HD+ 1440 × 720   | Có            | Mediatek Helio P22 8x 2.0 GHz ARM Cortex-A53                                                               | Imagination Technologies PowerVR GE8320 @500Mhz    | 3 / 4 GB LPDDR3     | 32 / 64 GB eMMC 5.1      | 12 MP Sony Exmor RS IMX486/OmniVision OV12A10 & 5 MP Samsung S5K5E8       | 5 MP Samsung S5K5E8          | 3000mAh | MIUI 9 Android 8.1.0     | MIUI 10 Android 9                                    |
| Redmi 6A                              |                  | 2018.6         | IPS           | 5.45"               | HD+ 1440 × 720   | Có            | Mediatek Helio A22 4x 2.0 GHz ARM Cortex-A53                                                               | Imagination Technologies PowerVR GE8100 @450Mhz    | 2 GB LPDDR3         | 16 / 32 GB eMMC 5.1      | 13 MP Samsung ISOCELL S5K3L8/OmniVision OV13855                           | 5 MP Samsung S5K5E8          | 3000mAh | MIUI 9 Android 8.1.0     | MIUI 10 Android 9                                    |
| Redmi 6 Pro                           |                  | 2018.6         | IPS           | 5.84"               | FHD+ 2280 x 1080 | Có            | Qualcomm Snapdragon 625 8x 2.0 GHz ARM Cortex-A53                                                          | Qualcomm Adreno 506 @650Mhz                        | 3 / 4 GB LPDDR3     | 32 / 64 GB eMMC 5.1      | 12 MP Sony Exmor RS IMX486/OmniVision OV12A10 & 5 MP Samsung S5K5E8       | 5 MP Samsung S5K5E8          | 4000mAh | MIUI 9 Android 8.1.0     | MIUI 10 Android 8.1.0                                |
| Redmi Go                              |                  | 2019.2         | IPS           | 5.0"                | HD+ 1280 x 720   | Có            | Qualcomm Snapdragon 425 4x 1.4 GHz ARM Cortex-A53                                                          | Qualcomm Adreno 308 @500Mhz                        | 1 GB LPDDR3         | 8 GB eMMC 5.1            | 8 MP Samsung ISOCELL S5K4H8/ OmniVision OV8865                            | 5 MP Omnivision OV5670       | 3000mAh | Android 8.1.0 Android Go | Android 8.1.0 Android Go                             |
| Redmi 7                               | M1901F9          | 2018.3         | IPS           | 6.26"               | HD+ 1520 x 720   | Có            | Qualcomm Snapdragon 632 8x 1.8 GHz Kryo 250 Gold/Silver                                                    | Qualcomm Adreno 506 @6XXMHz                        | 2/3/4 GB LPDDR3     | 16/32/64 GB              | 12 MP Sony Exmor RS IMX486/OmniVision OV12A10 & 2 MP OmniVision OV02A10   | 8 MP Samsung ISOCELL S5K4H7  | 4000mAh | MIUI 10 Android 9        | MIUI 11 Android 9                                    |
| Redmi Y3                              |                  | 2019.4         | IPS           | 6.3"                | HD+ 1520 x 720   | Có            | Qualcomm Snapdragon 632 8x 1.8 GHz Kryo 250 Gold/Silver                                                    | Qualcomm Adreno 506 @6XXMHz                        | 3/4 GB LPDDR3       | 32/64 GB                 | 12 MP Sony Exmor RS IMX486/OmniVision OV12A10 & 2 MP OmniVision OV02A10   | 32 MP                        | 4000mAh | MIUI 10 Android 9        | MIUI 11 Android 10                                   |
| Redmi 7A                              |                  | 2019.6         | IPS           | 5.45"               | HD+ 1440 x 720   | Có            | Qualcomm Snapdragon 439 8x 2.0 GHz ARM Cortex-A53                                                          | Qualcomm Adreno 505 @ 450 MHz                      | 2/3 GB LPDDR3       | 16/32 GB                 | 13 MP Samsung ISOCELL S5K3L8/OmniVision OV13855                           | 5 MP Samsung S5K5E8          | 4000mAh | MIUI 10 Android 9        | MIUI 12 Android 10                                   |
| Redmi 8A                              |                  | 2019.9         | IPS           | 6.2"                | HD+ 1520 x 720   | Có            | Qualcomm Snapdragon 439 8x 2.0 GHz ARM Cortex-A53                                                          | Qualcomm Adreno 505 @ 450 MHz                      | 2/3 GB LPDDR3       | 32 GB                    | 12 MP Sony Exmor RS IMX486/OmniVision OV12A10                             | 8 MP Samsung ISOCELL S5K4H7  | 5000mAh | MIUI 10 Android 9        | MIUI 12 Android 10                                   |
| Redmi 8                               |                  | 2019.10        | IPS           | 6.2"                | HD+ 1520 x 720   | Có            | Qualcomm Snapdragon 439 8x 2.0 GHz ARM Cortex-A53                                                          | Qualcomm Adreno 505 @ 450 MHz                      | 4 GB LPDDR3         | 64 GB                    | 12 MP Sony Exmor RS IMX486/OmniVision OV12A10 & 2 MP OmniVision OV02A10   | 8 MP Samsung ISOCELL S5K4H7  | 5000mAh | MIUI 10 Android 9        | MIUI 10 Android 9                                    |
| Redmi 8A (Redmi 8A Pro tại Indonesia) |                  | 2020.2         | IPS           | 6.2"                | HD+ 1520 x 720   | Có            | Qualcomm Snapdragon 439                                                                                    | Qualcomm Adreno 505                                | 2/3 GB LPDDR3       | 32 GB                    | 13 MP Samsung ISOCELL S5K3L8/OmniVision OV13855 & 2 MP OmniVision OV02A10 | 8 MP Samsung ISOCELL S5K4H7  | 5000mAh | MIUI 10 Android 9        | MIUI 10 Android 9                                    |

### Dòng Redmi K Series
| Thiết bị                              | Số hiệu thiết bị | Ngày phát hành | Loại màn hình                           | Kích thước màn hình | Độ phân giải     | Hỗ trợ 4G LTE   | Hỗ trợ 5G | Hệ thống trên vi mạch                        | GPU (tích hợp với Hệ thống trên vi mạch) | RAM                             | Bộ nhớ trong       | Camera chính                                                             | Camera trước | Pin      | Ban đầu               | Hiện tại              |
| ------------------------------------- | ---------------- | -------------- | --------------------------------------- | ------------------- | ---------------- | --------------- | --------- | -------------------------------------------- | ---------------------------------------- | ------------------------------- | ------------------ | ------------------------------------------------------------------------ | ------------ | -------- | --------------------- | --------------------- |
| Redmi K20 Pro (Mi 9T Pro quốc tế)     | raphael          | 2019.6         | Super AMOLED                            | 6.39"               | FHD+ 2340x1080   | Có              | Không     | Qualcomm Snapdragon 855 8x 2.84 GHz Kryo 485 | Qualcomm Adreno 640 @ 585 MHz            | 6/8 GB LPDDR4X                  | 64/128/256 GB      | 48 MP Sony IMX586 + 13 MP + 8 MP                                         | 20 MP        | 4000 mAh | MIUI 10 Android 9     | MIUI 11 Android 9     |
| Redmi K20 Pro Premium Edition         | raphael          | 2019.9         | Super AMOLED                            | 6.39"               | FHD+ 2340x1080   | Có              | Không     | Qualcomm Snapdragon 855+                     | Qualcomm Adreno 640                      | 8/12 GB                         | 128/512 GB         |                                                                          |              | 4000 mAh | MIUI 10 Android 9     | Android 11; MIUI 12   |
| Redmi K30 (Poco X2 Ấn Độ)             | phoenix          | 2019.12        | 120 Hz IPS LCD                          | 6.67"               | FHD+ 1080 x 2400 | Có phiên bản 5G | Không     | Qualcomm SDM730 Snapdragon 730G (8 nm)       | Adreno 618                               | 6/8 GB LPDDR4X                  | 64/128/256 GB      | 64MP + 8MP + 2MP + 2MP                                                   | 20MP + 2 MP  | 4500 mAh | Android 10.0; MIUI 11 | Android 10.0; MIUI 11 |
| Redmi K30 5G                          | picasso          | 2019.12        | 120 Hz IPS LCD                          | 6.67"               | 1080 x 2400      | Có              | Có        | Qualcomm Snapdragon 765G                     | Qualcomm Adreno 620                      | 6/8 GB LPDDR4X                  | 64/128/256 GB      | 64 MP Sony IMX686 + 8 MP + 5 MP + 2 MP                                   | 20 MP + 2 MP | 4500 mAh | Android 10; MIUI 11   | Android 11; MIUI 12   |
| Redmi K30 5G Racing                   | picasso          | 2020.5         | 120 Hz IPS LCD                          | 6.67                | 1080 x 2400      | Có              | Có        | Qualcomm Snapdragon 768G                     | Qualcomm Adreno 620                      | 6 GB LPDDR4X                    | 128 GB UFS 2.1     | 64 MP Sony IMX 686 8 MP (góc siêu rộng) 5 MP (cận cảnh) 2 MP (chiều sâu) | 20 MP + 2 MP | 4500 mAh | Android 10; MIUI 11   | Android 11; MIUI 12   |
| Redmi K30 Pro (toàn cầu: POCO F2 Pro) | lmi              | 2020.4         | Super AMOLED                            | 6.67"               | 1080 x 2400      | Có              | Có        | Snapdragon 865                               | Qualcomm Adreno 650                      | 6/8 GB LPDDR4X                  | 128/256 GB         | 64 MP Sony IMX686 + 13 MP + 5 MP + 2 MP                                  | 20 MP        | 4700 mAh | Android 10; MIUI 11   | Android 11; MIUI 12   |
| Redmi K30 Pro Zoom                    | lmi              | 2020.4         | Super AMOLED                            | 6.67"               | 1080 x 2400      | Có              | Có        | Snapdragon 865                               | Qualcomm Adreno 650                      | 8/12 GB LPDDR4X                 | 128/256/512 GB     | 64 MP Sony IMX686 + 13 MP + 8 MP + 2 MP                                  | 20 MP        | 4700 mAh | Android 10; MIUI 11   | Android 11; MIUI 12   |
| Redmi K40 (Mi 11X ở thị trường Ấn Độ) | alioth           | 2021.          | Super AMOLED, 120 Hz, HDR10+, 1300 nits | 6.67                | 1080 x 2400      | Có              | Có        | Snapdragon 870                               | Qualcomm Adreno 650                      | 6 GB (LPDDR4X) 8/12 GB (LPDDR5) | 128/256 GB UFS 3.1 | 48 MP + 8 MP + 5 MP                                                      | 20 MP        | 4520 mAh | Android 11; MIUI 12   |                       |

### Dòng Redmi Note
| Thiết bị                                   | Sô hiệu thiết bị | Ngày phát hành | Loại màn hình | Kích thước màn hình | Độ phân giải   | Hỗ trợ 4G LTE | Hệ thống trên vi mạch                                                     | GPU (tích hợp với Hệ thống trên vi mạch) | RAM                                   | Bộ nhớ trong             | Camera chính                                                | Camera trước           | Pin       | Hệ điều hành               |
| ------------------------------------------ | ---------------- | -------------- | ------------- | ------------------- | -------------- | ------------- | ------------------------------------------------------------------------- | ---------------------------------------- | ------------------------------------- | ------------------------ | ----------------------------------------------------------- | ---------------------- | --------- | -------------------------- |
| Redmi Note 3G                              |                  | 2014.4         | IPS           | 5.5"                | HD 720p        | Không         | Mediatek MT6592 8x 1.4 GHz or 1.7 GHz                                     |                                          | 1 / 2 GB LPDDR2                       | 8 GB eMMC 4.2            | 13 MP OmniVision OV13850                                    | 5 MP OmniVision OV5642 |           | MIUI v9 Android 4.4        |
| Redmi Note 4G                              |                  | 2014.6         | IPS           | 5.5"                | HD 720p        | Có            | Qualcomm Snapdragon 400 4x 1.6 GHz                                        |                                          | 2 GB LPDDR3                           | 8 GB eMMC 4.2            | 13 MP Sony Exmor RS IMX135/ OmniVision OV13850              | 5 MP OmniVision OV5642 |           | MIUI v9 Android 4.4        |
| Redmi Note Prime                           |                  | 2014.12        | IPS           | 5.5"                | HD 720p        | Có            | Qualcomm Snapdragon 410 4x 1.2 GHz                                        |                                          | 2 GB LPDDR3                           | 16 GB emmc 5.0           | 13 MP Samsung S5K3L2                                        | 5 MP OmniVision OV5642 |           | MIUI v9 Android 4.4        |
| Redmi Note 2                               |                  | 2015.7         | IPS           | 5.5"                | FHD 1080p      | Có            | Mediatek Helio X10 8x 2 GHz or 2.2 GHzy                                   |                                          | 2 GB LPDDR3                           | 16 / 32 GB emmc 5.0      | 13 MP Samsung ISOCELL S5K3M2                                | 5 MP OmniVision OV5670 |           | MIUI v9 Android 5.0        |
| Redmi Note 3 henessy                       |                  | 2015.11        | IPS           | 5.5"                | FHD 1080p      | Có            | Mediatek Helio X10 8x 2 GHz or 2.2 GHz                                    |                                          | 2 / 3 GB LPDDR3                       | 16 / 32 GB emmc 5.0      | 13 MP Samsung ISOCELL S5K3M2/ OmniVision OV13853            | 5 MP OmniVision OV5670 |           | MIUI v9 Android 5.0        |
| Redmi Note 3 kenzo                         |                  | 2016.2         | IPS           | 5.5"                | FHD 1080p      | Có            | Qualcomm Snapdragon 650 4x 1.4 GHz & 2x 1.8 GHz                           |                                          | 2 / 3 GB LPDDR3                       | 16 / 32 GB emmc 5.1      | 16 MP Samsung ISOCELL S5K3P3/ OmniVision OV16880            | 5 MP OmniVision OV5670 |           | MIUI v9 Android 6.0        |
| Redmi Note 3 Special Edition kate          |                  | 2016.6         | IPS           | 5.5"                | FHD 1080p      | Có            | Qualcomm Snapdragon 650 4x 1.4 GHz & 2x 1.8 GHz                           |                                          | 2 / 3 GB LPDDR3                       | 16 / 32 GB emmc 5.1      | 16 MP                                                       | 5 MP                   |           | MIUI v9 Android 6.0        |
| Redmi Note 4                               |                  | 2016.6         | IPS           | 5.5"                | FHD 1080p      | Có            | Mediatek Helio X20 2x 2.3 GHz & 4x 2 GHz & 4x 1.4 GHz                     |                                          | 3 / 4 GB LPDDR3                       | 32 / 64 GB emmc 5.1      | 13 MP Samsung ISOCELL S5K3L8/ OmniVision OV13853            | 5 MP Samsung S5K5E8    | 4,100 mAh | MIUI v9 Android 6.0        |
| Redmi Note 4X                              |                  | 2017.1         | IPS           | 5.5"                | FHD 1080p      | Có            | Qualcomm Snapdragon 625 8x 2 GHz                                          |                                          | 2 / 3 / 4 GB LPDDR3                   | 16 / 32 / 64 GB emmc 5.1 | 13 MP Sony Exmor RS IMX258/ Samsung ISOCELL S5K3L8          | 5 MP Samsung S5K5E8    |           | MIUI v9 Android 7.0        |
| Redmi Note 5A India: Redmi Y1 lite         |                  | 2017.8         | IPS           | 5.5"                | HD 720p        | Có            | Qualcomm Snapdragon 425 4x 1.4 GHz                                        |                                          | 2 GB LPDDR3                           | 16 GB emmc 5.1           | 13 MP                                                       | 5 MP                   |           | MIUI v9 Android 7.1        |
| Redmi Note 5A Prime India: Redmi Y1        |                  | 2017.8         | IPS           | 5.5"                | HD 720p        | Có            | Qualcomm Snapdragon 435 8x 2 GHz                                          |                                          | 3 / 4 GB LPDDR3                       | 32 / 64 GB emmc 5.1      | 16 MP                                                       | 16 MP                  |           | MIUI v9 Android 7.1        |
| Redmi Note 5 India: Redmi Note 5 Pro       |                  | 2018.2         | IPS           | 5.99"               | FHD+ 2160×1080 | Có            | Qualcomm Snapdragon 636 4x 1.8Ghz Kryo 260 Gold 4x 1.6Ghz Kryo 260 Silver |                                          | 3 / 4 / 6 GB                          | 32 / 64 GB               | 5 MP + 12 MP                                                | 13 MP 20 MP in India   |           | MIUI v10 Android 8.1       |
| Redmi Note 6 Pro India: Redmi Note 6 Pro   |                  | 2018.10        | IPS           | 6.26"               | FHD+ 2280x1080 | Có            | Qualcomm Snapdragon 636 4x 1.8Ghz Kryo 260 Gold 4x 1.6Ghz Kryo 260 Silver |                                          | 3 / 4 / 6 GB                          | 32 / 64 GB               | 5 MP + 12 MP                                                | 2 MP + 20 MP           | 4.000 mAh | MIUI v10 Android 8.1       |
| Redmi Note 7                               |                  | 2019.01        | IPS           | 6.3"                | FHD+ 2340x1080 | Có            | Qualcomm Snapdragon 660 4x2.2 GHz Kryo 260 4x1.8 GHz Kryo 260             | Qualcomm Adreno 512                      | 3/4/6 GB                              | 32/64/128 GB eMMC        | 48MP (Samsung ISOCELL GM1) 0.8 micron f/1.8 + 5MP f/2.4     | 13MP                   | 4.000 mAh | MIUI 10 on Android 9.0 Pie |
| Redmi Note 7 Pro                           |                  | 2019.03        | IPS           | 6.3"                | FHD+ 2340x1080 | Có            | Qualcomm Snapdragon 675 2x2.0 GHz Kryo 460 Gold 6x1.7 GHz Kryo 460 Silver | Qualcomm Adreno 612                      | 3/4/6 GB                              | 32/64/128 GB eMMC        | 48MP Sony Exmor IMX586 0.8 micron f/1.8 + 5MP f/2.4         | 13MP                   | 4.000 mAh | MIUI 10 on Android 9.0 Pie |
| Redmi Note 8                               |                  | 2019.09        | IPS           | 6.3"                | FHD+ 2340x1080 | Có            | Qualcomm Snapdragon 665 4x2.0 GHz Kryo 260 Gold 4x1.8 GHz Kryo 260 Silver | Qualcomm Adreno 610                      | 4/6 GB                                | 64/128 GB eMMC           | 48MP f/1.8 + 8MP f/2.2 + 2x 2MP f/2.4                       | 13MP                   | 4000 mAh  | MIUI 10 on Android 9.0 Pie |
| Redmi Note 8 Pro                           |                  | 2019.09        | IPS           | 6.53"               | FHD+ 2340x1080 | Có            | Mediatek Helio G90T 2x Cortex-A76 6x Cortex-A55                           | ARM Mali G76 MC4 @ 800 MHz               | 6 GB (Global)/ 8 GB (China exclusive) | 64/128 GB UFS2.1         | 64MP Samsung ISOCELL GW-1 f/1.8 + 8MP f/2.2 + 2x 2MP f//2.4 | 20MP                   | 4500 mAh  | MIUI 10 on Android 9.0 Pie |
| Redmi Note 8T                              |                  | 2019.11        | IPS           | 6.67"               | 2400x1080      | Có            | Qualcomm Snapdragon 665                                                   | Qualcomm Adreno 610                      |                                       |                          |                                                             |                        |           |                            |
| Redmi Note 9S (Redmi Note 9 Pro tại Ấn Độ) |                  | 2020.3         | IPS           | 6.67"               | 2400x1080      | Có            | Qualcomm Snapdragon 720G                                                  | Adreno 618                               |                                       |                          |                                                             |                        | 5020 mAh  |                            |
| Redmi Note 9 Pro Max                       |                  | 2020.3         | IPS           | 6.67"               | 2400x1080      | Có            | Qualcomm Snapdragon 720G                                                  | Adreno 618                               |                                       |                          |                                                             |                        |           |                            |
| Redmi Note 9 Pro                           |                  | 2020.4         | IPS           | 6.67"               | 2400x1080      | Có            | Qualcomm Snapdragon 720G                                                  | Adreno 618                               |                                       |                          |                                                             |                        | 5020 mAh  |                            |
| Redmi Note 9                               |                  | 2020.4         | IPS           | 6.53"               | 2400x1080      | Có            | MediaTek Helio G85                                                        | ARM Mali-G52 MP2                         |                                       |                          |                                                             |                        | 5020 mAh  |                            |